# Lampérth Géza
Lampérth Géza (Mencshely, 1873. október 23. – Budapest, Ferencváros, 1934. november 18.) költő, író, színpadi szerző. Az Országos Levéltár tisztviselője, a Petőfi Társaság főtitkára.

## Életpályája
Lampérth Sándor és Kiss Eszter fiaként született. Középiskolai tanulmányait a pápai reformátusoknál végezte, majd a budapesti egyetemen jogot hallgatott. A pápai iskola önképzőkörében négy éven át ő nyerte el a költői pályadíjakat. A bonyhádi Perczel családnál egy évig nevelősködött; azután a fővárosba ment. 1898-tól 1922-ig az Országos Levéltárban tisztviselőként dolgozott.
Az első verse negyedik osztályos diák korában jelent meg Tihanyi álnév alatt a Vasárnapi Ujságban  (1890), amelynek attól kezdve munkatársa volt. Sokat írt a Pápai Lapokba és egy évig mint főmunkatárs szerkesztette a Pápai Független Hírlapot. Később szinte az összes számottevő fővárosi szépirodalmi lapnak dolgozott. Tárcákat írt a Budapesti Hírlapba és a Magyar Újságba, történelmi rajzokat és elbeszéléseket a Magyar Leányokba, rendszeres krónikákat a Politikai Ujdonságokba.
1905-től a Petőfi Társaság tagja, majd 1926-tól főtitkára volt. Részt vett a lengyel–magyar kapcsolatok ápolását célul tűző Magyar Mickiewicz Társaság munkájában is. Halálát tüdőgyulladás okozta. Felesége Csiky Anna volt.
Nemzeti szellemű, hagyományos stílusú költő volt. A nagyváros rajongóival szemben a falu világát dicsőítette. Idealizált szellemben szólt a magyarság ezeréves múltjáról; különösen a kurucvilág, a negyvennyolcas idők és a trianoni megalázás emlékein merengett el. Két drámájával akadémiai pályadíjat nyert. Az ifjúság számára több elbeszélő munkát adott ki.

## Díjai, elismerései
Költői pályáját a Petőfi Társaság 1927-ben a Petőfi nagydíjjal tüntette ki.

## Művei

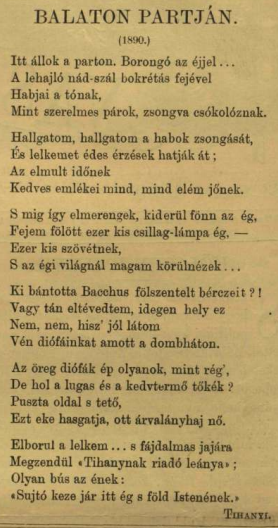
Balaton partján c. verse (1890)

- Első könyvem Hazafias és egyéb költemények. Budapest, 1897 (Beöthy Zsolt előszavával.)
- Megjöttek a huszárok Idillikus színmű dalokkal, 1 felvonásban. Budapest, 1898 (Bemutatója a budai Nyári Színkörben.)
- Elmult időkből Történelmi rajzok és elbeszélések. Budapest, 1899
- Pacsirtaszó Versek. Budapest, 1901
- Három pápai diák Regény. Budapest, 1902
- Három pápai diák balatoni utazása Regény. Budapest, 1902
- Veér Judit rózsája Történeti színmű. Nemzeti Színház, 1905
- A boldogság vándora és egyéb kuruc történetek  Versek. Budapest, 1909
- A kompánia rózsája Novellák. Budapest, 1912
- Beszélgetés a házasságról Novellák. Budapest, 1912
- A glóriás Rákóczi Versek. Budapest, 1914
- Az én rózsáim Novellák. Budapest, 1914
- A magyar katona ezer éven át Budapest, 1916
- A szent kürt Versek. Budapest, 1920
- Régi magyar levelesláda Budapest, 1923
- A gárda virága Regény. Budapest, 1925
- Pannonia tündére Versek. Budapest, 1926
- Csendes ünnep Versek. Budapest, 1928